# Een droevige geschiedenis
Een droevige geschiedenis is een hoorspel naar het verhaal Skuchnaia istoriia (1889) van Anton Tsjechov. In de hoorspelbewerking van Urs Jenny zond Radio Bremen het op 22 februari 1963 uit onder de titel Eine traurige Geschichte. F.A. Poggenbeek vertaalde het en de AVRO bracht het op donderdag 24 november 1966. Kommer Kleijn had de spelleiding. De uitzending duurde 59 minuten.

## Rolbezetting
- Wam Heskes (Nikolai)
- Eva Janssen (Maria, z’n vrouw)
- Corry van der Linden (Lisa, z’n dochter)
- Fé Sciarone (Katja, z’n pleegdochter)
- Hans Veerman (Gnekker)
- Willy Ruys (Michail)
- Rien van Noppen (Babuchin)

## Inhoud
Nikolai Stepanovitsj Ragin, een beroemd arts en universiteitsprofessor, ligt ‘s nachts slapeloos op zijn bed en maakt de balans van zijn leven op. Hij weet dat hij niet lang meer te leven heeft. Al was zijn loopbaan rijk aan successen en erkenning, toch is hij verarmd en niet in staat zijn familie een leven overeenkomstig zijn stand te verzekeren. Zijn vrouw en zijn kinderen zijn van hem vervreemd, niets bindt hem nog met hen. Mocht zijn pleegdochter Katja hem niet verstaan en beminnen, dan zou zijn leven inhoudsloos zijn…